# Romy Jatzko
Romy-Aylin Jatzko (Berlino, 26 gennaio 2000) è una pallavolista tedesca, schiacciatrice della Black Angels Perugia.

## Carriera

### Club
La carriera di Romy Jatzko inizia nella stagione 2016-17 nell'Olympia Berlino, militando nella formazione che disputa la 3. Liga, per poi essere promossa in prima squadra nella stagione successiva in 1. Bundesliga; nel campionato 2018-19 è contestualmente anche al Rotation Prenzlauer Berg, in 2. Bundesliga. Gioca nella stessa divisione anche nell'annata 2019-20 passando allo Schweriner, con cui si aggiudica la Supercoppa tedesca: a stagione in corso viene ceduta al Suhl, sempre in 1. Bundesliga, per poi ritornare nuovamente allo Schweriner per il campionato 2020-21, vincendo la Supercoppa e la Coppa di Germania.
Nella stagione 2021-22 si trasferisce in Svizzera, al Kanti, in Lega Nazionale A, dove resta per due annate, per poi vestire la maglia dello Sichuan, nella stagione 2023-24, in Chinese Volleyball Super League: al termine degli impegni con il club cinese, viene ingaggiata dal Chieri '76, nella Serie A1 italiana, con cui conlude l'annata e vince la Coppa CEV.
Per il campionato 2024-25 si accasa alle francesi del Mulhouse, in Ligue A, aggiudicandosi la Coppa di Francia, mentre in quello successivo ritorna in Serie A1, questa volta alla Black Angels Perugia.

### Nazionale
Nel 2017 viene convocata nella selezione tedesca under 18, mentre nell'anno successivo fa parte di quella under 19.
Nel 2023 ottiene le prima convocazioni nella nazionale maggiore.

## Palmarès

### Club
- Coppa di Germania: 1

2020-21
- Coppa di Francia: 1

2024-25
- Supercoppa tedesca: 2

2019, 2020
- Coppa CEV: 1

2023-24